# كأس النرويج 1976
كأس النرويج 1976 (بالنرويجية: Norgesmesterskapet i fotball for menn 1976)‏ هو الموسم 71 من كأس النرويج. أشرف على تنظيمه اتحاد النرويج لكرة القدم، وكان عدد الأندية المشاركة فيه 32، وفاز فيه نادي بران.